# Copadichromis mbenjii
Copadichromis mbenjii è una specie di ciclidi haplochromini endemica del lago Malawi . Si trova solo nei pressi dell'isola di Mbenje, da cui prende il nome specifico.